# ملعب باراباتي
ملعب باراباتي هو ملعب رياضي هندي يستخدم في الغالب للكريكيت وكرة القدم، وأيضًا في بعض الأحيان للحفلات الموسيقية والهوكي، ويقع في كوتاك، أوديشا. إنه مكان منتظم لمباراة الكريكيت الدولية وهو الملعب الرئيسي لفريق أوديشا للكريكيت. الملعب مملوك ومدار من قبل جمعية أوديشا الأولمبية. يتم استخدامه أيضًا لكرة القدم. تستضيف بطولة كأس سانتوش الوطنية لكرة القدم ومباريات كرة القدم في دوري أوديشا الأول بالولاية. يعد ملعب باراباتي أحد أقدم الملاعب في الهند، حيث استضاف العديد من الفرق السياحية - بما في ذلك فريق MCC وفريق جزر الهند الغربية والأستراليين - قبل أن يستضيف أول مباراة دولية له. استضافت المباراة الدولية الثالثة فقط ليوم واحد في هذا البلد، في يناير 1982، عندما وضعتها الهند عبر إنجلترا بخمسة ويكيت لرفع السلسلة 2-1. استضافت أول مباراة تجريبية لها على الإطلاق بعد خمس سنوات حيث استضافت الهند سريلانكا. على الرغم من أنها لم تعد واحدة من أماكن الاختبار المعتادة بعد الآن، إلا أنها لا تزال تتمتع بمكانة مكان دولي وتستضيف مباريات دولية ليوم واحد بانتظام. كما استضافت كأس العالم للكريكيت للسيدات 2013.
تم تجهيز ملعب الكريكيت وكرة القدم بأضواء كاشفة لمباريات النهار والليل وهو مكان منتظم لمباريات ODI. لقد كان مكانًا رئيسيًا معتمدًا لتشكيل امتياز الدوري الهندي الممتاز Deccan Chargers. نجح ملعب باراباتي في العمل كمكان لكل من الدوري الهندي الممتاز ودوري أوديشا الممتاز البائد الآن. وقد استضافت أيضًا كأس تشالنجر T20 للسيدات 2020 في الفترة من 4 إلى 11 يناير 2020.
على الرغم من أنها لم تعد واحدة من أماكن الاختبار المعتادة بعد الآن، إلا أنها لا تزال تتمتع بمكانة مكان دولي وتستضيف مباريات دولية ليوم واحد بانتظام. لقد فازت الهند بإحدى المباراتين الاختباريتين اللتين لعبتا هنا، ولديها سجل فوز وخسارة 11-4 في ODIs.
- حصل كابيل ديف على الويكيت الاختباري رقم 300 عندما قام برمي روميش راتناياكي من سريلانكا في يناير 1987.
- استضاف الملعب مباريات في بطولتي كأس العالم المستضافتين في شبه القارة الهندية - كأس العالم للكريكيت 1987 (فازت أستراليا على زيمبابوي بفارق 70 نقطة) وكأس العالم للكريكيت 1996 (فازت الهند على كينيا بـ 7 ويكيت).
- وضع محمد أزهر الدين وأجاي جاديجا شراكة متواصلة 275 جولة ضد زيمبابوي والتي كانت أعلى شراكة في ODI في ذلك الوقت
- الشراكة المذكورة أعلاه هي الرقم القياسي العالمي الحالي للويكيت الرابع في لعبة الكريكيت ODI. [1]
- الشراكة هي الرقم القياسي العالمي الحالي لأي شراكة متواصلة. [2]
- أكبر عدد من النقاط التي تم تسجيلها هنا في اختبار لعبة الكريكيت كانت من قبل الهند الذين خرجوا جميعًا بـ 400 نقطة في عام 1987 و298-8 في عام 1995. ثالث أعلى نتيجة كانت لسريلانكا التي تم تفكيكها لـ 191 جولة في عام 1987.
- في اختبار لعبة الكريكيت، كان أكبر عدد من النقاط المسجلة هنا هو ديليب فينجساركار (166 نقطة) يليه كابيل ديف (60 نقطة) والسريلانكي روي دياس (58 نقطة).
- تم أخذ أكبر عدد من الويكيت بواسطة Narendra Hirwani و Maninder Singh (6 ويكيت لكل منهما) يليهما السريلانكي رافي راتنايكي وكابيل ديف (5 ويكيت لكل منهما).
- في مباريات ODI، حققت الهند أعلى الدرجات حيث سجلت 381-6 في عام 2017.
- في مباريات ODI، أعلى نتيجة فردية في الملعب هي 152* لمحمد أزهر الدين ضد زيمبابوي.
- أكبر عدد من النقاط المسجلة هنا كان بواسطة ساشين تيندولكار بـ 469 نقطة، يليه أجاي جاديجا بـ 273 نقطة و م أزهر الدين بـ 242 نقطة.
- أكبر عدد من الويكيت التي تم التقاطها هنا كان بواسطة أنيل كومبل وإيشانت شارما وأجيت أجاركار جميعهم بـ 7 ويكيت لكل منهم
- في 19 يناير 2017، في مباراة ODI الثانية بين الهند وإنجلترا يوفراج سينغ 150 (127) وماهندرا سينغ دوني 134 (122)، سجل كلاهما القرن الأخير في هذا الملعب الذي ساعد الهند على الوصول إلى 381/6 (50 زيادة). كانت ثاني أعلى شراكة ويكيت رابعة بـ 256 جولة في هذا المكان. سجلت إنجلترا 366/8 (50 نقطة) بمساعدة إيوين مورغان 102 (81) نقطة. ونتيجة لذلك فازت الهند بالمباراة بفارق 15 نقطة.